# Wu Bai
Wu Bai (chinois simplifié : 吳俊霖 ; pinyin : Wú Jùnlín ; Pe̍h-ōe-jī : Ngô͘ Chùn-lîm ; né le 14 janvier 1968), plus connu sous son nom de scène Wu Bai (chinois simplifié : 伍佰 ; pinyin : Wǔ Bǎi ; Pe̍h-ōe-jī : Gō͘-pah), est un chanteur de rock, auteur-compositeur et acteur taïwanais. Il forme le groupe Wu Bai & China Blue avec Dean Zavolta (batterie), Yu Ta-hao (claviers), et Chu Chien-hui (guitare basse). Wu est le guitariste et chanteur principal du groupe. Surnommé « le roi de la musique live », Wu est considéré comme l'une des plus grandes stars de la musique pop en Asie de l'Est et du Sud-Est. 

## Biographie
Wu quitte le comté de Chiayi pour la capitale Taipei à la fin des années 1980 et occupe un certain nombre d'emplois subalternes. L'un de ces emplois dans un magasin de musique l'amène à former son premier groupe, Buzz, qui se sépare rapidement.
Dean Zavolta décrit la formation de Wu Bai & China Blue en notant que les membres ont d'abord « joué dans différents groupes jusqu'en 1991 environ, après quoi [Chu Chien-hui] et moi avons commencé à faire un bœuf ensemble avec l'idée éventuelle de former un groupe de rock plus nouveau, plus frais et plus original [...]. Un jour, il m'a appelé et m'a demandé si je pouvais le remplacer pour un concert unique avec lui et un guitariste nommé Wu Bai ... Un déclic s'est produit entre nous. La musique et le mo chi (默契 - l'alchimie) que nous avions étaient fantastiques. Ce qui nous a vraiment aidés, c'est qu'à l'époque où nous avons commencé à jouer, Taïwan - comme d'autres pays asiatiques - était prêt à accueillir un groupe de rock asiatique jouant de la musique live ». 
Les premières sorties de Wu sont suivies de concerts dans des pubs de Taïwan, notamment Sleeping Earth à Taipei et, après sa fermeture, Live A Go-Go. Au fur et à mesure que le nombre de ses fans augmentait, Friday with Wu Bai devient un événement hebdomadaire pour de nombreux auditeurs, en particulier les étudiants. Fort de cette popularité croissante, Wu signe un contrat avec Mandala Works de Rock Records, qui publie son deuxième album, 浪人情歌, ainsi que les clips qui l'accompagnent. Les ventes sont limitées, mais le public de Wu continue à croître grâce à ses concerts.

## Discographie

### Albums studio
- 1992 : 愛上別人是快樂的事
- 1994 : 浪人情歌
- 1996 : 愛情的盡頭
- 1998 : 樹枝孤鳥
- 1998 : 世界第一等 (EP)
- 1999 : 白鴿
- 2000 : 伍佰&CHINA BLUE電影歌曲典藏 / 順流逆流電影原聲帶
- 2001 : 夢的河流
- 2003 : 淚橋 (CD+VCD)
- 2005 : 雙面人
- 2005 : GO PA 人面鯊'
- 2006 : 純真年代 (CD+DVD)
- 2007 : 忘情1015 新歌＋精選 (CD+DVD)
- 2008 : 太空彈)
- 2009 : 詩情搖滾 (CD+DVD)
- 2011 : 單程車票
- 2013 : 2000 : 無盡閃亮的哀愁
- 2016 : 釘子花

### Albums live
- 1995 : 伍佰的LIVE
- 1997 : 夏夜晚風
- 1997 : 伍佰97亞洲巡弋紀念盤EP
- 1999 : 空襲警報
- 2000 : 1999~2000真世界巡迴演唱會全紀錄
- 2002 : 冬之火
- 2004 : 伍佰力
- 2005 : 2005厲害演唱會全紀錄
- 2007 : 妳是我的花朵演唱會全紀錄
- 2012 : 生命的現場 Life Live)
- 2015 : 光和熱

### Bandes-son et compilations
- 1992 : Dust of Angels Soundtrack (少年吔，安啦！)
- 1993 : Treasure Island Soundtrack (只要為你活一天)
- 2000 : Time and Tide Soundtrack (順流逆流)
- 2000 : Legend of the Sacred Stone Soundtrack (聖石傳說)

### DVD
- 2005厲害演唱會全紀錄 (2005)
- 妳是我的花朵演唱會全紀錄 (2007)
- 太空彈世界巡迴演唱會精選實錄 (2010)
- 生命的現場 Life Live-伍佰＆China Blue 20週年大感謝台北演唱會影音全紀錄 (2013)
- 光和熱-無盡閃亮的世界台北演唱會 (2015)